# Oh Uganda, Land of Beauty
Oh Uganda, Land of Beauty (en français : « Ô Ouganda, terre de beauté ») est l'hymne national de l'Ouganda depuis octobre 1964.

## Paroles
Paroles en anglais
Oh Uganda !

May God uphold Thee,

We lay our future in thy hand

United, free,

For liberty,
Together we'll always stand.
Oh Uganda!

The land of Freedom,

Our love and labor we give,

And with neighbours' all,

At our Country's call,

In peace and friendship, we'll live

Oh Uganda!

The land that Feeds us,

By sun and fertile soil grown,

For our own dear land,

We'll always stand,

The Pearl of Africa's Crown.
Paroles en swahili
Ewe Uganda!

Mungu akutunze,

Tunaweka kesho yetu mkononi mwako,

Pamoja kama watu huru

Kwa ajili ya uhuru,

Tutashikamana daima.

Ewe Uganda!

Nchi ya uhuru,

Tunakutolea upendo na kazi,

Pamoja na majirani wetu,

Kwa wito wa nchi yetu,

Twaishi kwa amani na undugu.

Ewe Uganda!

Nchi inayotulisha,

Kwa jua na ardhi yenye rutba,

Kwa ajili ya nchi yetu,

Tutasimama daima,

Wewe ni lulu ya taji la Afrika.
Paroles en luganda
O Yuganda!

Katonda akuwanirire,

Tussa eby’omumaso byaffe mu mikono gyo,

Mu bwegassi n’obuteefu,

Ku lw’obumu,

Tujjanga bulijjo kuyimirirawo!

O Yuganda!

Ensi y’eddembe,

Okwagala n’okulusana tubikuwa,

Ne baliraanwa baffe boona,

Lw’omulanga gwensi yaffe,

Mu mirembe n’omukwano tunaberawo!

O Yuganda!

Ensi etuliisa,

Lw’omusana n’obugimu bw’ettaka,

Lw’obugazi bw’ensi yaffe,

Tujja kuyimirira bulijjo,

Ekimasa ky’amakula ga Afirika!
Traduction en français du texte anglais
Ô Ouganda !

Que dieu te soutienne,

Nous mettons notre avenir entre tes mains

Unis, libres,

Pour la liberté, ensemble, nous serons toujours debout. 

Ô Ouganda !

Le pays de la liberté,

Notre amour et notre travail que nous donnons,

Et avec tous les voisins,

À l'appel de notre pays,

Dans la paix et l'amitié, nous vivrons

Ô Ouganda !

La terre qui nous nourrit,

Par le soleil et un sol fertile cultivé,

Pour notre chère terre,

Nous resterons toujours debout,

La perle de la couronne de l'Afrique.